# درسة (طبق)

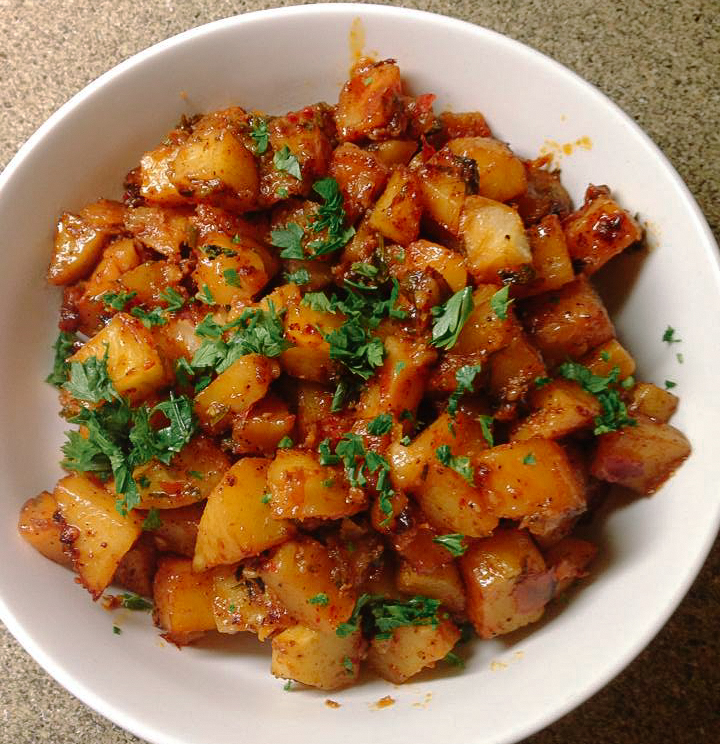
بطاطا مع صلصة
الدرسة

درسة أو درسا هي أحد التوابل المشهورة في المطبخ الجزائري، والتي يتم تحضيرها عادةً بالثوم، والكمون، ورقائق الفلفل الأحمر الحار، وزيت الزيتون. وغالبًا ما يتم تقديمه إلى جانب اللحوم المشوية أو المحمصة، ويستخدم أيضًا كتتبيلة للحوم أو الخضروات قبل الطهي. كما تعد من التوابل متعددة الاستخدامات حيث غالبًا ما تستخدم لإضافة نكهة إلى أطباق مختلفة، ويمكن استخدامها أيضًا كصلصة غمس للخبز أو الخضروات، أو كدهن للسندويشات أو اللفائف.
يمكن أن تختلف الوصفة الدقيقة للدرسة من منطقة إلى أخرى أو حتى من منزل إلى آخر، مع بعض الاختلافات التي تتضمن مكونات إضافية مثل الكزبرة، أو عصير الليمون، أو معجون الطماطم. ومع ذلك، فإن المكونات الأساسية لها مثل الثوم، والكمون، ورقائق الفلفل الحار، وزيت الزيتون عادةً ما تكون موجودة في معظم أنواع التوابل.
تشتهر الدرسة بنكهتها القوية والحارة، وهي مكون أساسي في العديد من المنازل الجزائرية. أحيانًا يتم تهجئتها بــ "دَرْسَة" أو "دَرْسَا"، وتعرف أيضًا باسم "هريسة" في بعض المناطق. ومع ذلك، لا ينبغي الخلط بينها وبين الصلصة الحارة في شمال أفريقيا والتي تسمى أيضًا الهريسة، والتي تُصنع من مكونات مختلفة مثل الفلفل الأحمر المشوي والثوم والتوابل.
في المطبخ الجزائري، يتم تحضير الدرسة عادةً عن طريق سحق أو طحن الثوم والكمون باستخدام الهاون والمدقة أو في محضر الطعام، ثم يتم خلطها مع رقائق الفلفل الأحمر الحار وزيت الزيتون حتى يتم الحصول على قوام يشبه العجينة. ثم يتم ترك الدرسة عادة جانباً لترتاح لعدة ساعات أو طوال الليل لتتجانس النكهات معًا قبل تقديمها. بالإضافة إلى المكونات الأساسية من الثوم والكمون ورقائق الفلفل الحار وزيت الزيتون، كما قد تحتوي بعض أنواع الدرسة توابل أو مكونات أخرى مثل البابريكا والكزبرة وعصير الليمون، أو معجون الطماطم. وقد تختلف الوصفة الدقيقة للدرسة اعتمادًا على التفضيل الشخصي أو التقاليد الإقليمية.